# Bryan Keane
Bryan Keane (20 de agosto de 1980) é um triatleta profissional irlandês.

## Carreira

### Rio 2016
Bryan Keane competiu na Rio 2016, ficando em 40º lugar com o tempo de 1:52.09.